# Хича (река)
Хича́ — река в Хабаровском крае России, правый приток реки Хуту, в свою очередь являющейся притоком реки Тумнин. Длина — 88 км, площадь бассейна — 615 км².
Исток реки находится на Советско-Гаванском плато хребта Сихотэ-Алинь, в наиболее высокой его части. Река течёт в общем северо-восточном направлении и впадает в реку Хуту в 7,1 км от устья — её места впадения в реку Тумнин. На всём течении — типичная горная река, с чистой водой, водоворотами и перекатами. Растительность по берегам — светлохвойная лиственничная тайга и смешанный лес.
В приблизительно 77 километрах выше по течению от устья реку пересекает автодорога Р-454.
В 30 километрах от устья 1 км на юго-восток находится сопка правильной округлой формы: гора Хича (Купол или Шапка Мономаха) высотой 714 метров — местная достопримечательность.
В прилегающих сопках к реке Хича проводится активная вырубка леса лесозаготовителями. В нижнем течении (от горы Хича) вплоть до устья практикуется охота, любительская рыбалка и туризм — к речке в нескольких местах подходят лесные дороги.

## Притоки
Реки — Бякая, Тохоко, Буакто, Уончага, Няу, Рожок, Огыча, Малая Хича;
ручьи — Берёзовый, Пересыхающий, Еловый, Холодный, Дорожный;
и ещё два десятка ручьёв без названия.

## Данные водного реестра
По данным государственного водного реестра России относится к Амурскому бассейновому округу, водохозяйственный участок реки — пролива Невельского и бассейна Японского моря от мыса Лазарева до северной границы бассейна реки Самарга. Речной бассейн реки — бассейны рек Японского моря.
Код водного объекта в государственном водном реестре — 20040000112118200002929
Код по гидрологической изученности 118200292